# Münzmeister (Ratsherrngeschlecht)
Die Familie Münzmeister (Munczmeystir, Munczmeister, lateinisch Monetarius) war ein im 14. und 15. Jahrhundert in Dresden ansässiges Patriziergeschlecht. Aus der zu den einflussreichsten Bürgern der Stadt gehörenden Familie gingen zahlreiche Ratsherren und Bürgermeister, aber auch kirchliche Würdenträger hervor.

## Familie
Die Herkunft der Familie ist nicht bekannt. Ihren Namen verdankt sie dem ursprünglichen Amt ihrer Mitglieder, welche entweder als Betreiber einer Münzprägeanstalt oder Verwalter des Münzwesens tätig waren. 
Erstmals wird im Jahr 1307 ein Nycolaus Monetarius als Mitglied des Dresdner Rates genannt. 1311 wird dieser als ehemaliger Münzmeister bezeichnet. Aus der Berufsbezeichnung entwickelte sich im Laufe der Zeit zunächst ein Beiname, später der Familienname Münzmeister. Ein Münzhof ist in Dresden im Jahr 1414 an der Kreuzkirche bezeugt. Mittelalterliche Münzen aus dieser Zeit, welche nachweislich in Dresden geprägt wurden, sind jedoch nicht erhalten. Die Münzstätte Dresden wurde erst 1556 eingerichtet.
Neben ihren Einkünften aus dieser Tätigkeit bzw. als Ratsmitglieder verfügte die Familie Münzmeister über umfangreichen Grundbesitz im Dresdner Raum. Unter anderem gehörten ihnen ab 1384 sechs Gärten auf der Viehweide (die Viehweidengemeinde war eine frühe vorstädtische Siedlung und gehörte später zur Wilsdruffer Vorstadt) sowie ein Freihof auf der Kundigengasse in der Nähe des Altmarktes. 1384 wurde Peter Münzmeister mit dem Dorf Blasewitz belehnt. 1408 besaßen die Münzmeisters Lehnsrechte am halben Vorwerk Räcknitz, das Vorwerk Zschertnitz sowie Weinberge in Kötzschenbroda.
An die Familie Münzmeister erinnert heute die Münzmeisterstraße in den Dresdner Stadtteilen Zschertnitz und Mockritz.

## Bedeutende Mitglieder

### Nicolaus Monetarius
Nicolaus ist im Jahr 1307 erstmals als Ratsmitglied genannt. 1311 wird er als Nicolaus quondam magister monetae erwähnt, jedoch ohne Bezug auf eine konkrete Münzstätte. 1328 und 1329 war er Bürgermeister von Dresden. Außerdem besaß er den Zoll zu Dresden als Lehen und schloss in diesem Zusammenhang 1343 einen Vertrag über die Abtretung dieser Rechte an die Stadt. Auch seine Söhne Peter (von 1328 bis 1380) und Hans (ab 1352) gehörten später dem Dresdner Stadtrat an.

### Johannes Monetarius
Johannes (Hans) Monetarius, Sohn von Nicolaus Monetarius, besaß 1349 wie zuvor sein Vater zwei Drittel des Wurfzinses in Dresden zu Lehen. Die Markgrafen Friedrich III. und Balthasar versprachen im November 1361 den Brüdern Hans, Peter, Pawel und Ulverich Munczmeister die Überweisung der Münze Freiberg. Im August 1362 ist Johannes als deren Betreiber nachweisbar und im November des Jahres übertrug Friedrich die Münze, das Stadtgericht und die Besetzung des Rats zu Freiberg auf die Brüder Johannes, Paul und Peter Münzmeister, die sie bis 1364 innehatten. Johannes überließ 1366 seinen Ertrag der Dresdner Frauenkirche für die Schaffung eines Michaelisaltars. Gleichzeitig stiftete er eine wöchentliche Spende von 6 Groschen für die Kranken des Dresdner Hospitals. 1370 überwies er dem von ihm gegründeten Michaelisaltar 9 ¾ Scheffel Zinskorn der Mühle zu Poppitz.

### Nikolaus Münzmeister
Im Gegensatz zu seinen Brüdern Johannes (Hannus) und Peter schlug Nikolaus Münzmeister eine geistliche Laufbahn ein. Zunächst war er Pleban der Dresdner Frauenkirche und wurde vor 1358 in das Meißner Domkapitel aufgenommen. Als Domherr besaß er niedere Pfründen, bevor er 1373 die Dignität des Propstes von Zscheila-Großenhain übernahm. Im gleichen Jahr richtete er eine Stiftung ein und überließ dem Meißner Dom die Einkünfte seines Weinbergs mit der Bestimmung, den Erlös für einen alljährlichen Gottesdienst am Festtag der Heiligen Apollonia sowie ein Jahresgedenken für ihn zu nutzen. Weitere Gelder sollten für den baulichen Unterhalt und den weiteren Ausbau des Meißner Domes verwendet werden. 
1384 erhielt Nikolaus Münzmeister die Dignität des Archidiakons von Nisan, welche er bis zu seinem Tod am 13. April 1388 innehatte.  Sein Grab befindet sich im Meißner Dom, die noch erhaltene Grabplatte aus Sandstein ist seit 1910 an der Südwand der Allerheiligenkapelle aufgestellt.

### Nicolaus Munczmeister
Nicolaus ist im Jahr 1403 erstmals unter den Mitgliedern des Rates genannt. 1408 besaß er gemeinsam mit seinen Brüdern Francz, Paule und Peter sowie weiteren Familienmitgliedern Lehen am halben Vorwerk Räcknitz und einem Weinberg in Kötzschenbroda. Sein Bruder Peter gehörte ab 1410 ebenfalls dem Stadtrat an. Im Folgejahr trat auch Hans Münzmeister, Lehnsherr des Vorwerks Zschertnitz, in den Rat ein. 

### Nicolaus (Nicklas) Münzmeister
Nicolaus (auch Nickil, Nicklas genannt) gehörte ab 1425 dem Dresdner Rat an und war der Sohn des älteren Nicolaus Munczmeister. 1437 übernahm er das Amt des Kämmerers und war somit für die gesamten städtischen Finanzen zuständig. Ein Jahr später wurde er erstmals zum Bürgermeister gewählt. Diese Funktion übte er im Dreijahres-Rhythmus bis 1453 aus. Durch die Verbindung von Bürgermeister- und Kämmereramt verfügte er über eine enorme Machtfülle in der Stadt. Letztmals wird er 1456 unter den Ratsmitgliedern erwähnt.

### Hans (Johann) Münzmeister
Hans Münzmeister (Hans Munczmeister, auch Johann), genannt der jüngere, studierte zunächst in Leipzig und ist 1428 als Baccalaureus artium erwähnt. 1436 war er erstmals Mitglied des Rates. Zehn Jahre später wurde er zum Bürgermeister gewählt und hatte dieses Amt auch in den Jahren 1449, 1452, 1455 und 1458 inne. Durch den üblichen dreijährigen Wechsel regierender, sitzender und ruhender Bürgermeister und die dazwischenliegenden Amtszeiten Nicklas Münzmeisters war es möglich, dass die Stadt im Zeitraum zwischen 1438 und 1458 elfmal abwechselnd von einem Vertreter der Familie regiert wird, ein Novum in der frühen Stadtgeschichte. 1448 hatte Hans Münzmeister zudem das wichtige Amt des Kämmerers inne. 1458 ist er letztmals als Ratsmitglied genannt.